# 倪辰
倪辰（英文名：Lala Ngai，1994年11月26日—），香港女歌手、模特兒及節目主持。

## 歌曲

### 2018年
- 《忘憂草》

### 2020年
- 《失戀症候群》

### 2021年
- 《無床共枕》

## 演唱會
倪辰於2021年7月於九龍灣國際展貿中心Musiczone舉行香港史上首個可以用加密貨幣Bitcoin支付的音樂會《music in lalaland音樂會》。

## 寫真集
- 《fall into Lala》

## 外部連結
- 倪辰的Instagram帳戶
- 倪辰的Facebook專頁
- YouTube上的倪辰頻道